# Bacchiacca

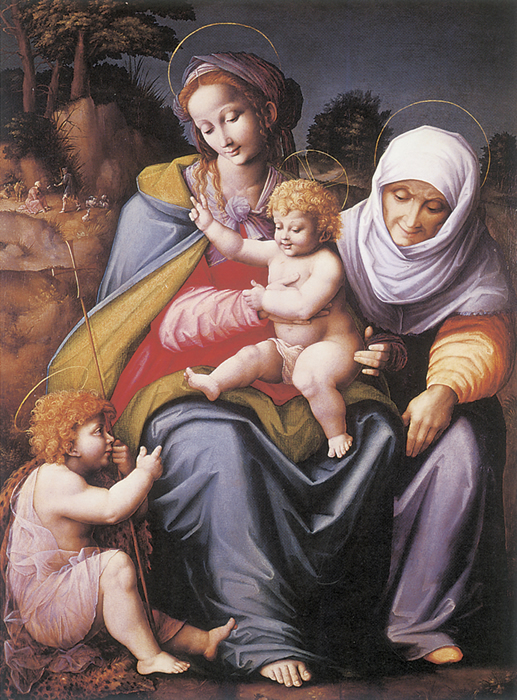
Virgen con el Niño, Santa Isabel y San Juan Bautista.

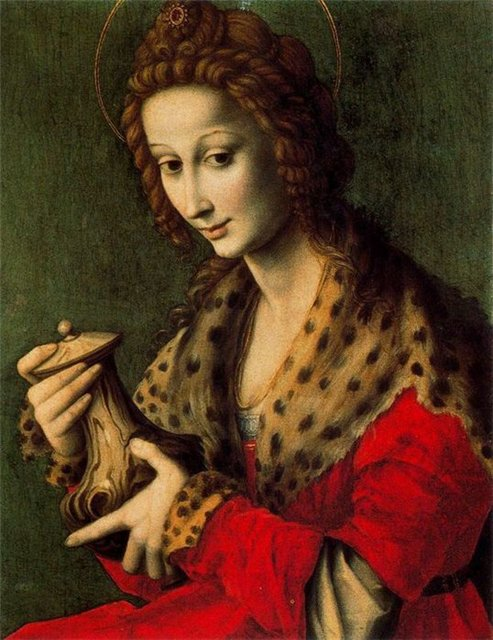
Magdalena, Palazzo Pitti.

Francesco Ubertini o Francesco di Ubertino Verdi, llamado Il Bacchiacca (Florencia, 1 de marzo de 1494 - Florencia, 5 de octubre de 1557) fue un pintor florentino del Renacimiento.

## Biografía
Hijo del orfebre Ubertino di Bartolomeo (muerto en 1505) y hermano de los también pintores Bartolomeo llamado Baccio (1484 - 1526/9) y Antonio di Ubertino Verdi Bacchiacca (1499 - 1572), comenzó su actividad como artesano-pintor. A finales de la segunda década del siglo XVI alcanzó cierta fama como autor de pequeñas tablas al estilo de Perugino, aunque con cierta tendencia a las excentricidades de forma y color. El ejemplo de Rosso Fiorentino y Pontormo le animó a profundizar en esa línea. De limitada inspiración, su seguimiento del manierismo es más bien anecdótico. Su arte recuerda al de los antiguos pintores de "cassone".
Especializado en las obras de pequeño formato de consumo privado, participó ocasionalmente en empresas más ambiciosas: en 1523 colabora con Franciabigio y Pontormo en la decoración de la "camera" de Giovanni Benintendi.
En 1540 entra al servicio del Gran Duque Cosme I de Médici. Decorará las con motivos florales y animales el estudio privado del duque, así como la terraza de la duquesa Leonor de Toledo, que es su única obra firmada. También realizó los diseños para dos series de tapices, las Grotesque Spalliere (1545-49) y las Estaciones (1550-1553).
Su hijo Carlo di Francesco Verdi (muerto en 1569) continuó el negocio familiar junto con otros parientes. El taller continuó en activo hasta 1600, en que se extinguió el linaje.